# Bujały-Mikosze (gromada)
Bujały-Mikosze – dawna gromada, czyli najmniejsza jednostka podziału terytorialnego Polskiej Rzeczypospolitej Ludowej w latach 1954–1972.
Gromady, z gromadzkimi radami narodowymi (GRN) jako organami władzy najniższego stopnia na wsi, funkcjonowały od reformy reorganizującej administrację wiejską przeprowadzonej jesienią 1954 do momentu ich zniesienia z dniem 1 stycznia 1973, tym samym wypierając organizację gminną w latach 1954–1972.
Gromadę Bujały-Mikosze z siedzibą GRN w Bujałach-Mikoszach utworzono – jako jedną z 8759 gromad na terenie Polski – w powiecie sokołowskim w woj. warszawskim, na mocy uchwały nr VI/10/21/54 WRN w Warszawie z dnia 5 października 1954. W skład jednostki weszły obszary dotychczasowych gromad Bujały-Mikosze, Władysławów, Wierzbice-Strupki i Wierzbice-Guzy ze zniesionej gminy Jabłonna oraz obszar dotychczasowej gromady Bujały-Gniewosze ze zniesionej gminy Sabnie w tymże powiecie. Dla gromady ustalono 11 członków gromadzkiej rady narodowej.
31 grudnia 1959 z gromady Bujały-Mikosze wyłączono (a) wieś Bujały-Gniewosze, włączając ją do gromady Sabnie oraz (b) wieś Władysławów, włączając ją do gromady Czekanów w tymże powiecie, po czym gromadę Bujały-Mikosze zniesiono a jej (pozostały) obszar włączono do gromady Jabłonna tamże.